# Venant (Bouble)
Der Venant ist ein Fluss in Frankreich, der im Département Allier in der Region Auvergne-Rhône-Alpes verläuft. Er entspringt beim Weiler La Chaussée, im Gemeindegebiet von Tronget, direkt an der Kreuzung der Nationalstraße 79 mit der Départementsstraße 107, entwässert generell in südwestlicher Richtung, schwenkt schließlich auf Ost und mündet nach rund 24 Kilometern an der Gemeindegrenze von Blomard und Target als linker Nebenfluss in die Bouble. In seinem Unterlauf quert der Venant die Autobahn A71.

## Orte am Fluss
- Voussac
- Saint-Marcel-en-Murat